# Cocoicola
Cocoicola är ett släkte av svampar. Cocoicola ingår i familjen Phaeochoraceae, ordningen Phyllachorales, klassen Sordariomycetes, divisionen sporsäcksvampar och riket svampar.
|           | Serenomyces |
|           | |
|           | Phaeochora |
|           | |
|           | Phaeochoropsis |
|           | |
| Cocoicola | \| \| Cocoicola cylindrospora \| \| \| \| \| \| Cocoicola fusispora \| \| \| \| \| \| Cocoicola livistonicola \| \| \| \| \| \| Cocoicola californica. \| \| \| \| \| \| Cocoicola piperata \| \| \| \| |
|           | \| \| Cocoicola cylindrospora \| \| \| \| \| \| Cocoicola fusispora \| \| \| \| \| \| Cocoicola livistonicola \| \| \| \| \| \| Cocoicola californica. \| \| \| \| \| \| Cocoicola piperata \| \| \| \| |
|           | Cocoicola cylindrospora |
|           | |
|           | Cocoicola fusispora |
|           | |
|           | Cocoicola livistonicola |
|           | |
|           | Cocoicola californica. |
|           | |
|           | Cocoicola piperata |
|           | |

|  | Cocoicola cylindrospora |
|  |                         |
|  | Cocoicola fusispora     |
|  |                         |
|  | Cocoicola livistonicola |
|  |                         |
|  | Cocoicola californica.  |
|  |                         |
|  | Cocoicola piperata      |
|  |                         |